# 카르카노
카르카노(이탈리아어: Carcano)는 이탈리아 볼트 액션 탄창 장전식의 연발총 및 기총 계열에 사용되는 이름이다. 1891년에 소개된 이 소총은 테두리가 없는 6.5×52mm 카르카노탄으로 만들어졌다. 수석 기술자였던 살바토레 카르카노가 1890년 토리노에서 개발하였으며, Modello 91 또는 M91로 명명되었다. 이후 카르카노는 1892년부터 1945년까지 10.35 × 47 mm R탄을 사용하는 베테를리-비탈리 소총과 카빈을 대체하여 생산되었다. M91은 제1차 세계 대전 당시 대부분의 이탈리아군과 제2차 세계 대전 당시 이탈리아 및 일부 독일군에 의해 소총과 단발 카빈 형태로 사용되었다. 또한 겨울 전쟁 당시 핀란드가 M91을 사용했으며, 시리아, 리비아, 튀니지, 알제리의 정규군과 비정규군이 제2차 세계 대전 후 분쟁에서 사용하기도 했다.
1식 카르카노 소총은 제2차 세계 대전 이전에 이탈리아가 일본 제국용으로 생산한 소총이다. 중국 침공 이후, 아리사카는 일본 제국육군만이 사용할 수 있도록 요구되었기 때문에 1937년 일본 제국해군은 이탈리아와 이 무기를 계약했다. 1식 소총은 38식 보병총에 기반을 두고 있으며, 카르카노식 작동은 유지되었지만, 아리사카/마우저 타입의 5발들이 탄창통을 사용한다. 일본 제국해군이 1식 소총을 주로 사용했고, 6.5×50mmSR 아리사카가 약실에 채워졌다.